# انتقادات للحكومة الإسرائيلية

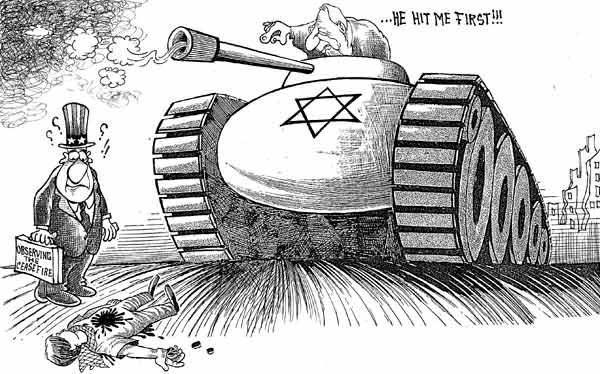
كاريكاتير سياسي للكاتب اللبناني محمود كحيل ينتقد سياسات ارييل شارون.

تُعتبر انتقادات الحكومة الإسرائيلية، التي يشار إليها في كثير من الأحيان ببساطة بأنها نقد لإسرائيل، موضوعًا مستمرًا للتعليق والبحث العلمي والصحفي ضمن نطاق نظرية العلاقات الدولية، معبراً عنها بالعلوم السياسية. في نطاق التطلعات العالمية لمجتمع الأمم، واجهت إسرائيل انتقادات دولية منذ إعلان استقلالها في عام 1948 فيما يتعلق بمجموعة متنوعة من الموضوعات،  التاريخية والمعاصرة.
تعرضت سياسات حكومة إسرائيل لانتقادات للقضايا المتعلقة بالمستوطنات الإسرائيلية في الأراضي الفلسطينية، ومعاملتها للعرب الفلسطينيين، وسلوك قوات الدفاع الإسرائيلية خلال النزاعات والحصار المفروض على قطاع غزة،  للأراضي الفلسطينية. كما تم انتقاد قضايا تاريخية أخرى ذات عواقب مستمرة، بما في ذلك: رفض السماح للاجئين الفلسطينيين بعد الحرب بالعودة إلى ديارهم، والاحتلال المطول للأراضي المكتسبة في الحرب وبناء المستوطنات فيها.
كما تم التشكيك في مكانة إسرائيل كديمقراطية تمثيلية لأن سكان إسرائيل في الأراضي المحتلة يُسمح لهم بالتصويت في الانتخابات الإسرائيلية بينما لا يُسمح بالسكان الفلسطينيين. مصدر آخر للنقد هو الاحتكاك الناتج عن قضية التحويل بين الحاخامات الأرثوذكسية في إسرائيل والشرائح غير الأرثوذكسية في الشتات اليهودي. في أحد أطراف الطيف، هناك محاولات لنزع الشرعية عن حق إسرائيل في الوجود. وقد أدى هذا إلى نقاش مستمر بشأن النقطة التي يعبر فيها نقد إسرائيل عن معاداة السامية. كان أحد آثار النقد الدولي هو التأثير على علم النفس الاجتماعي للجمهور اليهودي الإسرائيلي - وفقًا لمسح، يعتقد أكثر من نصف الإسرائيليين أن «العالم بأسره ضدنا»، وثلاثة أرباع الإسرائيليين يعتقدون «أن هذا بغض النظر عن إسرائيل تفعل أو إلى أي مدى تذهب نحو حل النزاع مع الفلسطينيين، سيواصل العالم انتقاد إسرائيل».
تأتي السياسات الإسرائيلية من عدة مجموعات: في المقام الأول من الناشطين، داخل إسرائيل وفي جميع أنحاء العالم، والأمم المتحدة وغيرها من المنظمات غير الحكومية بما في ذلك الكنائس الأوروبية، ووسائل الإعلام. غالبًا ما يزعم كل من طرفي النقاش التحيز الإعلامي. منذ عام 2003، أصدرت الأمم المتحدة 232 قرارًا فيما يتعلق بإسرائيل، و 40 ٪ من جميع القرارات التي أصدرتها الأمم المتحدة خلال الفترة وأكثر من ستة أضعاف القرار الصادر عن البلد الثاني، السودان.

## موضوعات النقد

### اللاجئون الفلسطينيون
تُعرّف الأمم المتحدة اللاجئين الفلسطينيين بأنهم عرب عاشوا في فلسطين لمدة عامين على الأقل قبل عام 1948 وذريتهم، والذين فروا أو طُردوا من ديارهم أثناء حرب فلسطين عام 1948 وبعدها.
تشكل أسباب ومسؤوليات الهجرة الجماعية جدلاً بين المؤرخين والمعلقين على النزاع. في حين يتفق المؤرخون الآن على معظم أحداث تلك الفترة، لا يزال هناك خلاف حول ما إذا كان الهجرة الجماعية هي نتيجة لخطة صممت قبل أو أثناء الحرب من قبل القادة الصهاينة أو كانت نتيجة غير مقصودة للحرب.
تم فرض ضغوط دولية كبيرة على الجانبين خلال مؤتمر لوزان عام 1949 لحل أزمة اللاجئين. وقع الطرفان على بروتوكول مشترك بشأن إطار سلام شامل، يشمل الأراضي واللاجئين والقدس، وافقت إسرائيل فيه «من حيث المبدأ» على السماح بعودة جميع اللاجئين الفلسطينيين. وفقًا للمؤرخ الجديد إيلان بابي، تم إبرام هذا الاتفاق الإسرائيلي تحت ضغط من الولايات المتحدة، ولأن الإسرائيليين يريدون عضوية الأمم المتحدة، مما يتطلب موافقة إسرائيلية للسماح بعودة جميع اللاجئين. بمجرد قبول إسرائيل في الأمم المتحدة، تراجعت عن البروتوكول الذي وقّعت عليه لأنها راضية تمامًا عن الوضع الراهن ولم تر حاجة لتقديم أي تنازلات فيما يتعلق باللاجئين أو بشأن المسائل الحدودية. وأدى ذلك إلى انتقادات دولية كبيرة ومستمرة.

#### ادعاءات التطهير العرقي
جادل «مؤرخ جديد» إيلان باب في "التطهير العرقي لفلسطين" بأن سياسة إسرائيل بين عامي 1947 و 1949، عندما «تم تدمير أكثر من 400 قرية فلسطينية عن عمد، وتم ذبح المدنيين، وتم طرد حوالي مليون رجل وامرأة وطفل من منازلهم تحت تهديد السلاح» هو أفضل وصف للتطهير العرقي. ومع ذلك، فإن عمل بابي تعرض لانتقادات كبيرة وادعاءات تلفيق من قبل المؤرخين الآخرين.
على سبيل المثال، وصف المؤرخ الإسرائيلي بيني موريس Pappe بأنه «في أحسن الأحوال... واحد من المؤرخين الأبطأ في العالم؛ وفي أسوأ الأحوال، واحد من أكثر الأشخاص غير أمينًا» وعندما سئل عن الهجرة الفلسطينية عام 1948 من ليدا ورملة، أجاب «هناك ظروف في التاريخ تبرر التطهير العرقي. أعلم أن هذا المصطلح سلبي تمامًا في خطاب القرن الحادي والعشرين، لكن عندما يكون الخيار بين التطهير العرقي والإبادة الجماعية - إبادة شعبك - فإنني أفضل التطهير العرقي. [... ] لم يكن هناك خيار سوى طرد هؤلاء السكان. كان من الضروري تطهير المناطق النائية وتطهير المناطق الحدودية وتطهير الطرق الرئيسية. كان من الضروري تطهير القرى التي أطلقت منها قوافلنا ومستوطناتنا.»  وأضاف في عام 2008، أنه «لم تكن هناك» خطة «صهيونية أو سياسة شاملة لإجلاء السكان العرب، أو» التطهير العرقي «. كانت خطة دالت (الخطة د)، المؤرخة في 10 مارس 1948... هي الخطة الرئيسية... لمواجهة الهجوم العربي المتوقع على الدولة اليهودية الناشئة».

### احتلال وضم المناطق المجاورة
إن الأراضي التي تحتلها إسرائيل من مصر والأردن وسوريا بعد حرب الأيام الستة عام 1967 قد صنفتها الأمم المتحدة والعديد من المنظمات الدولية الأخرى والحكومات وغيرها من الأراضي المحتلة. وهي تتألف من الضفة الغربية وجزء كبير من مرتفعات الجولان. من حرب الأيام الستة حتى عام 1982، احتلت إسرائيل شبه جزيرة سيناء، لكنها أعيدت إلى مصر في معاهدة السلام بين مصر وإسرائيل. احتلت إسرائيل قطاع غزة أيضًا إلى حين فك الارتباط من جانب واحد. أكد قرار مجلس الأمن الدولي رقم 242 على «عدم جواز الاستيلاء على الأراضي عن طريق الحرب»، مما مهد الطريق للجدل حول الوضع القانوني للمناطق التي استولت عليها عام 1967، وفي عام 1948 يوجد تفسيران للقانون الدولي في هذا الشأن:
الموقف الإسرائيلي:
- خاضت إسرائيل حروب عامي 1956 و1967 لضمان بقاء الدولة. نظرًا لأن الجانب العربي بدأ معظم الأعمال العدائية، فقد اضطرت إسرائيل للقتال وكسب هذه الحروب لضمان سيادة الدولة وسلامتها. لذلك فإن الأراضي التي تم الاستيلاء عليها خلال تلك الحروب تخضع بشكل شرعي للإدارة الإسرائيلية لأسباب أمنية ولردع الدول المعادية من القتال.

في ظل عدم وجود معاهدات سلام بين جميع الأطراف في الحرب، تحتفظ إسرائيل تحت أي ظرف من الظروف بالحق في السيطرة على المناطق التي تم الاستيلاء عليها. يجب أن يكون التصرف النهائي فيها نتيجة لمعاهدات السلام، وليس شرطا لها. ومع ذلك، تؤكد إسرائيل أن:
- في حرب 1956 كان سببها وجود نمط من العداء المصري ضد إسرائيل، وبلغت ذروتها مع تأميم قناة السويس وانسداد القناة لحركة الإسرائيلي في انتهاك ل اتفاقية القسطنطينية وغيرها من المعاهدات ذات الصلة، من وجهة نظرهم واضح ذريعة حرب (أي فعل يبرر الحرب)
- حرب 1967 كانت كذلك بسبب إغلاق مضيق تيران، ورفض قوات الأمم المتحدة في صحراء سيناء، وإعادة انتشار القوات المصرية. دخل الأردن وسوريا في الحرب على الرغم من الجهود الإسرائيلية للحفاظ على هذه الحدود سلمية.
- كانت حرب 1973 هجومًا مفاجئًا على إسرائيل من قبل سوريا ومصر.

الموقف العربي:
- كانت حرب 1956 نتيجة مؤامرة بين فرنسا والمملكة المتحدة وإسرائيل في انتهاك لسيادة مصر. ادعت مصر العديد من المبررات القانونية لرفض إسرائيل استخدام قناة السويس، بما في ذلك حق الدفاع عن النفس.
- كانت حرب عام 1967 عملاً عدوانيًا غير مبرر يهدف إلى توسيع حدود إسرائيل، والمناطق المحتلة خلال هذه الحرب محتلة بشكل غير قانوني.
- نتيجة لذلك، يجب التنازل عن المناطق من أجل تحقيق السلام.

لم يتم الاعتراف بضم إسرائيل للقدس الشرقية ومرتفعات الجولان في 1980-1 بموجب قانون القدس وقانون مرتفعات الجولان من قبل أي دولة أخرى. تعتبر السلطة الفلسطينية والاتحاد الأوروبي (  ومجلس الأمن التابع للأمم المتحدة (  القدس الشرقية جزءًا من الضفة الغربية، وهو موقف تعارضه إسرائيل. أدانت هيئات دولية مثل الأمم المتحدة قانون القدس باعتباره انتهاكًا لاتفاقية جنيف الرابعة، وبالتالي ترى أن إنشاء المدينة كعاصمة لإسرائيل يخالف القانون الدولي. وبالتالي، أنشأت الدول سفارات لحكومة إسرائيل خارج القدس.
انسحبت إسرائيل من جانب واحد من غزة في سبتمبر / أيلول 2005، وأعلنت أنها لم تعد محتلة للقطاع. وقد عارضت الأمم المتحدة هذا الأمر، والذي رغم أنه لم يعلن أن غزة «محتلة» بموجب التعريف القانوني، فقد أشار إلى غزة تحت عنوان «الأراضي الفلسطينية المحتلة». تؤكد بعض الجماعات أن غزة محتلة قانونًا.

#### زعم عدم وجود الديمقراطية
على الرغم من أن التشريعات الأمنية الإسرائيلية للأراضي الفلسطينية لا تنص على أن القانون العسكري ينطبق فقط على السكان العرب في المناطق، وليس على اليهود أو المواطنين الإسرائيليين. يخضع المواطنون الإسرائيليون للقانون الإسرائيلي، بينما يخضع الفلسطينيون للقانون العسكري.
شكك بعض الأفراد الإسرائيليين مثل أبراهام بورغ وإيلان بابي وجيرشوم غورنبرغ وديفيد ريمنيك وأورن يفتشيل وميكو بيليد ومنظمات مثل هيومن رايتس ووتش وبتسيلم والسلام الآن وآخرين في وضع إسرائيل كديمقراطية. تركز هذه الأسئلة على انعدام الديمقراطية في المناطق التي تحتلها إسرائيل، وليس إسرائيل نفسها. تستند هذه الانتقادات إلى الاعتقاد بأنه ينبغي منح كل من المواطنين الإسرائيليين في المستوطنات والفلسطينيين الحق في الاقتراع، بالنظر إلى أن الفلسطينيين يخضعون فعليًا للسلطة الإسرائيلية وبالتالي يجب أن يستفيدوا منها. إنهم يشاطرونهم القلق من أن احتلال الأراضي ليس مؤقتًا، بالنظر إلى فترة الخمس والأربعين عامًا والطبيعة الكبيرة والمستديمة للمستوطنات الإسرائيلية.

### المستوطنات الإسرائيلية
الأطراف السامية المتعاقدة المشاركة في اتفاقية جنيف الرابعة،  العديد من قرارات الأمم المتحدة، ومحكمة العدل الدولية  وغيرها من الحالات قضت بأن سياسة إسرائيل المتمثلة في إقامة مستوطنات مدنية في الأراضي التي تعتبر محتلة، بما فيها القدس الشرقية، غير قانونية. تعارض إسرائيل فكرة احتلال الضفة الغربية والقدس الشرقية بشكل خاص بموجب القانون الدولي، رغم أن هذا الرأي يُرفض دوليًا.
أثارت سياسة الاستيطان الإسرائيلية انتقادات شديدة من الولايات المتحدة  والاتحاد الأوروبي.
ووصف علي الجرباوي هذه السياسة بأنها «واحدة من المهن الاستعمارية المتبقية الوحيدة في العالم اليوم». في كتابه «أرض الجوف: العمارة إسرائيل من الاحتلال»، إيال وايزمان يصف سياسة إسرائيل بأنها «النظام السياسي في قلب هذا المشروع معقد ومخيف من الاحتلال الاستعماري في وقت متأخر من الحديث».
انتقد المجتمع الدولي إسرائيل لفشلها في حماية السكان الفلسطينيين من عنف المستوطنين الإسرائيليين.
قالت هيومن رايتس ووتش (H R W) إن إسرائيل تدير نظامًا قضائيًا «من طبقتين» في مناطق الأراضي الفلسطينية المحتلة التي تديرها، مما يوفر خدمات تفضيلية وتطويرًا وفوائد للإسرائيليين الذين يعيشون في مستوطنات في المناطق المحتلة فرض شروط قاسية على الفلسطينيين وغيرهم من المواطنين غير الإسرائيليين. في بعض الحالات، اعترفت إسرائيل بالمعاملة التفاضلية للفلسطينيين والإسرائيليين، مثل وجود طرق منفصلة لكل من المجتمعات وإقامة نقاط تفتيش للفلسطينيين، مؤكدة أن التدابير ضرورية لحماية الإسرائيليين من هجمات الجماعات المسلحة الفلسطينية. في عام 2011، أصدر البرلمان الإسرائيلي قانونًا يجرّم المشاركة في مقاطعة المستوطنات الإسرائيلية. ووجه القانون انتقادات من الاتحاد الأوروبي والولايات المتحدة وعصبة مكافحة التشهير.

#### السجن
أفادت منظمة العفو الدولية أنه في عام 2009، احتُجز مئات الفلسطينيين واحتُجزوا بمعزل عن العالم الخارجي لفترات طويلة من الزمن من قبل إسرائيل. بينما تم إطلاق سراح معظمهم في وقت لاحق دون تهمة، فقد حوكم المئات أمام المحاكم العسكرية التي فشلت إجراءاتها في كثير من الأحيان في تلبية المعايير الدولية للمحاكمة العادلة. وفقًا لمنظمة العفو الدولية، تم احتجاز جميع السجناء الفلسطينيين تقريبًا في انتهاك للقانون الإنساني الدولي، الذي يحظر نقل المحتجزين إلى أراضي السلطة القائمة بالاحتلال (أي إسرائيل نفسها). وادعى أن حوالي 300 من القاصرين و 550 من البالغين احتُجزوا دون تهمة أو محاكمة لأكثر من عام.
في عام 2011، قال الأمين العام للأمم المتحدة بان كي مون إن إسرائيل احتجزت آلاف الفلسطينيين كأسرى، ودعا إسرائيل إلى إطلاق سراحهم. وقال بان إن إطلاق سراح السجناء السياسيين «سيكون بمثابة تدبير مهم لبناء الثقة» ويعزز فرص السلام في المنطقة. كما دعت منظمة العفو الدولية إسرائيل إلى إطلاق سراح السجناء السياسيين، قائلة «يجب محاكمة جميع السجناء السياسيين المحتجزين دون تهمة أو محاكمة في محاكمات عادلة أو إطلاق سراحهم على الفور». تعترض إسرائيل على إطلاق سراح سجناء، أدانت المحاكم الإسرائيلية الكثير منهم بسبب جرائم عنيفة مثل القتل . ومع ذلك، فقد أجرت إسرائيل العديد من صفقات الإفراج عن السجناء كبادرة في المفاوضات، شملت العديد منها إطلاق سراح مئات أو أكثر من السجناء.
ووفقًا لمنظمة العفو الدولية، فإن أساليب التعذيب التي تستخدمها إسرائيل ضد السجناء الفلسطينيين تشمل الربط المطول في أوضاع الإجهاد المؤلمة والحرمان من النوم والتهديد بإلحاق الأذى بعائلات المحتجزين. الضرب وغيره من صنوف المعاملة السيئة للمحتجزين أمر شائع أثناء الاعتقال وبعده وخلال النقل من مكان إلى آخر.

#### معاملة الأقليات العرقية والدينية
نشرت منظمات مثل منظمة العفو الدولية، ورابطة الحقوق المدنية في إسرائيل (A C R I)، ولجنة أور التي عينتها الحكومة الإسرائيلية، ووزارة الخارجية الأمريكية  تقارير توثق العنصرية والتمييز الموجهين إلى الجماعات العرقية والإثنية في إسرائيل.
وفقًا لدراسة أجرتها إدارة المحاكم الإسرائيلية ونقابة المحامين في إسرائيل، فإن العرب الإسرائيليين الذين وجهت إليهم تهم بارتكاب أنواع معينة من الجرائم هم أكثر عرضة للإدانة من نظرائهم اليهود، وبمجرد إدانتهم، من المرجح أن يتم إرسالهم إلى السجن. ووجدت الدراسة أيضًا وجود اختلافات في طول مدة عقوبة السجن، حيث بلغ متوسط عقوبة السجن تسعة أشهر ونصف لليهود و 14 شهرًا للعرب.
قالت جماعات حقوقية إن قوانين العمل المناهضة للتمييز نادراً ما يتم إنفاذها. عارض تحالف من تسع مجموعات حقوقية إسرائيلية ممارسة يمكن بموجبها للشركات الإعلان عن سياستها لتوظيف اليهود الإسرائيليين فقط، وليس العرب الإسرائيليين. تلتزم الشركات التي تعلن تحت شعار «العمل العبري» بفلسفة التوظيف المنفصلة المستمدة من ممارسة المهاجرين اليهود في فلسطين في النصف الأول من القرن العشرين والتي كانت تهدف إلى تعزيز الصناعة الإسرائيلية الناشئة من النفوذ البريطاني والعربي.

### ركود عملية السلام
في فبراير 2011، اتصل نتنياهو بالمستشارة الألمانية أنجيلا ميركل للشكوى من تصويت ألمانيا لصالح قرار في مجلس الأمن التابع للأمم المتحدة بإعلان أن المستوطنات الإسرائيلية غير شرعية، وأجابت «كيف تجرؤ! أنت الشخص الذي خيب آمالنا. أنت لم تقم بخطوة واحدة لتعزيز السلام.»  بعد بضعة أيام استقال الدبلوماسي الإسرائيلي المخضرم إيلان باروخ قائلاً إن سياسات نتنياهو تؤدي إلى نزع الشرعية عن إسرائيل.

### الممارسات العسكرية

#### مزاعم الدرع البشري
أقر الجيش الإسرائيلي باستخدام «إجراء الجار» أو «إجراء الإنذار المبكر»، والذي يشجع فيه الجيش الإسرائيلي أحد معارف الفلسطينيين لرجل مطلوب لمحاولة إقناعه بالاستسلام. وقد انتقد البعض هذه الممارسة على أنها تستخدم «دروعًا بشرية»، وهو ادعاء نفاه الجيش الإسرائيلي، قائلاً إنه لم يجبر الناس أبدًا على تنفيذ إجراء الجيران؛ وأن الفلسطينيين تطوعوا لمنع الخسائر الزائدة في الأرواح. منظمة العفو الدولية  وهيومن رايتس ووتش  من بين المجموعات التي أجرت مقارنة «الدرع الإنساني». وقامت مجموعة بتسيلم الإسرائيلية أيضًا بإجراء المقارنة، قائلة إنه «لفترة طويلة من الزمن بعد اندلاع الانتفاضة الثانية» عملية الدرع الواقي «، في أبريل 2002، استخدم الجيش الإسرائيلي بشكل منهجي المدنيين الفلسطينيين كدروع بشرية، مما أجبرهم على القيام بذلك. الأعمال العسكرية التي هددت حياتهم». منعت المحكمة العليا في إسرائيل إجراء الجار في عام 2005، لكن بعض الجماعات تقول إن الجيش الإسرائيلي يواصل استخدامه، رغم أنهم يقولون إن عدد الحالات انخفض بشكل حاد.

#### حيازة أسلحة الدمار الشامل
يُنظر إلى إسرائيل على أنها تمتلك ترسانة نووية تتألف من حوالي 150 سلاحًا، وقد تعرضت إسرائيل لانتقادات بسبب امتلاكها أسلحة نووية وعدم موافقتها على منطقة شرق أوسط خالية من الأسلحة النووية. في سبتمبر 2009، أصدرت الوكالة الدولية للطاقة الذرية قرارًا «يعرب عن قلقه بشأن القدرات النووية الإسرائيلية، ويدعو إسرائيل إلى الانضمام إلى معاهدة حظر الانتشار النووي وإخضاع جميع منشآتها النووية للضمانات الشاملة للوكالة الدولية للطاقة الذرية...» 
وقعت إسرائيل على اتفاقية الأسلحة الكيميائية ولكنها لم تصدق عليها، مشيرة إلى الدول المجاورة التي لم تفعل ذلك أيضًا. يُعتقد على نطاق واسع أن إسرائيل تمتلك أسلحة كيميائية، لكن المسؤولين لم يعترفوا بها بشكل مباشر، على الرغم من أن وزير العلوم يوفال نيمان في عام 1990 هدد بالانتقام من هجوم أسلحة كيميائية عراقي «بنفس البضائع». لم توقع إسرائيل على اتفاقية الأسلحة البيولوجية.

#### عمليات القتل
أدانت منظمة العفو الدولية سياسة الاغتيالات الإسرائيلية التي تستهدف الأفراد. وقد أقر المسؤولون الإسرائيليون أن السياسة قائمة ويجري تنفيذها، قائلين إنها تساعد على منع ارتكاب أعمال إرهابية ضد إسرائيل. الولايات المتحدة لديها سياسة مشابهة جدا. وقد أثيرت انتقادات ضد البعض من اليسار الإسرائيلي، الذين يقولون إن سياسة الاغتيال هي «سلوك عصابات» لا تليق بالحكومة وتعارض القانون الإسرائيلي. قضت المحكمة العليا في إسرائيل بأن الاغتيالات غير قانونية، لكن المستندات المسربة تشير إلى أن الجيش الإسرائيلي تجاهل الحكم.

### تهويد القدس
يشير مصطلح تهويد القدس إلى وجهة نظر مفادها أن إسرائيل سعت إلى تغيير المشهد المادي والديمغرافي للقدس لتتوافق مع رؤية القدس الموحدة اليهودية بشكل أساسي تحت السيادة الإسرائيلية.
انتقدت الأمم المتحدة جهود إسرائيل لتغيير التركيبة السكانية للقدس في العديد من القرارات. إن جميع التدابير التشريعية والإدارية التي اتخذتها إسرائيل، والتي غيرت أو تهدف إلى تغيير طابع القدس والوضع القانوني والتكوين الديمغرافي للقدس، وصفتها الأمم المتحدة بأنها «لاغية وباطلة» وليس لها «أي صلاحية على الإطلاق». قال ريتشارد فولك، محقق في مجلس حقوق الإنسان التابع للأمم المتحدة، إن توسع إسرائيل في مستوطنات القدس الشرقية وطرد السكان الفلسطينيين «لا يمكن وصفه إلا بتأثيره التراكمي كشكل من أشكال التطهير العرقي».
في تقرير عام 2008، استشهد جون دوجارد، المحقق المستقل في مجلس حقوق الإنسان التابع للأمم المتحدة، بتهويد القدس من بين العديد من الأمثلة على السياسات الإسرائيلية «الاستعمار أو الفصل العنصري أو الاحتلال» التي تخلق سياقًا يكون فيه الإرهاب الفلسطيني «نتيجة حتمية».

### قانون العودة
سنت إسرائيل قانون العودة الذي يسمح لليهود باتباع المسار السريع للحصول على الجنسية الإسرائيلية. لا يمكن للاجئين الفلسطينيين التقدم بطلب للحصول على الجنسية الإسرائيلية بموجب القانون لأنهم ليسوا يهودًا، رغم أنه يمكنهم التقدم بطلب للحصول على الجنسية الإسرائيلية من خلال القناة التقليدية. وقد أثار القانون انتقادات من معهد القاهرة لدراسات حقوق الإنسان الذي يقول إن القانون «مثال رئيسي على القوانين الإسرائيلية التي تميز ضد العرب الفلسطينيين». تقول لجنة مناهضة التمييز الأمريكية العربية إن التناقض بين قانون العودة والمعارضة الإسرائيلية لحق عودة اللاجئين الفلسطينيين يظهر «عنصرية مكشوفة». أيد أكثر من 1000 يهودي أمريكي حملة بعنوان «كسر قانون العودة»، قائلين إن قانون العودة يخلق جنسية حصرية عرقية، ويرون أنها غير عادلة.
يزعم النقاد أن الحق المكفول لليهود في الهجرة إلى إسرائيل هو حق تمييزي لغير اليهود وبالتالي يتعارض مع القيمة الديمقراطية للمساواة بموجب القانون.

### الحكومة الحالية
صرح رئيس الوزراء الإسرائيلي السابق إيهود باراك بأن الحكومة الإسرائيلية الحالية «مصابة ببذور الفاشية» و «يجب إسقاطها». صرحت عضوة الاتحاد الصهيوني MK تسيبي ليفني أن الحكومة في «أزمة - ليس فقط القيادة ولكن أيضًا الأخلاق».

## النقد في الأمم المتحدة
أصدرت الأمم المتحدة 232 قرارًا فيما يتعلق بإسرائيل منذ عام 2003، تمثل 40٪ من جميع القرارات التي أصدرتها الأمم المتحدة خلال الفترة وأكثر من ستة أضعاف قرار البلد الثاني، السودان.
وفقًا لشهادة منظمة حقوق الإنسان غير الحكومية الموالية لإسرائيل، منظمة الأمم المتحدة ووتش إلى كونغرس الولايات المتحدة في يناير 2011 فيما يتعلق بمجلس الأمم المتحدة لحقوق الإنسان، كانت إسرائيل محور 70٪ من حوالي 50 قرار إدانة من المجلس، 60٪ من الجلسات الخاصة العشرة للمجلس و 100 ٪ من خمس بعثات تقصي الحقائق أو استفسارات المجلس.

## القياس

### إتهامات الفصل العنصري
تتم المقارنة بين الفصل العنصري في جنوب إفريقيا وإسرائيل بشكل متزايد. الإسرائيليون يتراجعون عن هذا القياس، لكن الموازية مرسومة على نطاق واسع في الأوساط الدولية.
أكدت جمعية الحقوق المدنية في إسرائيل، وهي مجموعة في إسرائيل بدعم من العديد من دول الاتحاد الأوروبي، في عام 2008 أن شبكات الطرق المنفصلة في الضفة الغربية للإسرائيليين والفلسطينيين، وتوسيع المستوطنات اليهودية، وتقييد نمو المدن الفلسطينية ويعتبر منح الخدمات والميزانيات والوصول إلى الموارد الطبيعية تمييزًا «انتهاكًا صارخًا لمبدأ المساواة ويذكر بطرق كثيرة نظام الفصل العنصري في جنوب إفريقيا».
كما تم اتهام إسرائيل بالفصل العنصري من قبل مايكل بن يائير، المدعي العام الإسرائيلي من 1993 إلى 1996. وشولاميت ألوني، الذي شغل منصب وزير التعليم في عهد يتسحاق رابين.

### مقارنات مع ألمانيا النازية
تتم مقارنة بعض الجوانب الرئيسية للمجتمع الإسرائيلي في بعض الأحيان بألمانيا النازية، بشكل مباشر أو عن طريق التلميح. ومن الأمثلة على ذلك: مساواة قطاع غزة بمعسكرات الاعتقال في أوروبا التي احتلها النازيون،  [بحاجة لمصدر أفضل] أرييل شارون مع جوزيف غوبلز،  [بحاجة لمصدر أفضل] ومساواة فكرة اليهود كأشخاص مختارين مع الفكرة النازية للسباق الرئيسي. يعتبر تعريف I H R A العامل بشأن معاداة السامية مثل هذه المقارنات معاداة للسامية.
بعد حرب الأيام الستة عام 1967، قارن الاتحاد السوفيتي بين التكتيكات الإسرائيلية وأساليب ألمانيا النازية. تم إجراء مقارنة مماثلة من قبل المؤلف العربي الإسرائيلي نمر نمر. يشعياهو ليبوفيتش، واحدة من أبرز والمشهود المثقفين إسرائيل العام والفلاسفة والعلماء، واليهودي الأرثوذكسي، حذر في عام 1982 أنه إذا استمر الاحتلال، إسرائيل سيكون في خطر الخضوع ل«اليهودية النازية».
في عام 1984، أشار الكاتب إسرائيل ستوكمان شومرون إلى تلميحات النازية في مقالات تنتقد إسرائيل في منشورات منها كريستيان ساينس مونيتور وواشنطن بوست ونيويورك تايمز.
من الأمثلة على ذلك منذ الانتفاضة الثانية:
- في عام 2000، وصف نور مصالحة احتلال إسرائيل للأراضي الفلسطينية بأنه مشابه لسياسة العيش في لبنان (Nazi L e b e n s r a u m) في الحصول على الأراضي والمواد لصالح الألمان.[87]
- في عام 2002، قارن الكاتب البرتغالي جوزيه ساراماجو الحائز على جائزة نوبل الظروف في رام الله مع معسكرات الاعتقال، وفي حديث مع صحفي، علق قائلاً إن غرف الغاز «ستكون هنا قبل فترة طويلة».[88]
- في عام 2004، وصف الكاتب جوزي ساندركوك غزة بأنها «أكبر معسكر اعتقال في العالم».[89] في عام 2005، كتب المؤلف التشيلي لويس سيبولفيدا: «في أوشفيتز وماوتهاوزن، في صبرا وشاتيلا وغزة، تسير الصهيونية والنازية جنبًا إلى جنب».[90]
- في عام 2006، كتب الصحفي العربي جهاد الخازن مقالاً في صحيفة الحياة يقارن إيهود أولمرت بهتلر.[91]
- في عام 2009، اقترح عضو البرلمان البريطاني جيرالد كوفمان أن المبرر الإسرائيلي لمقتل 1000 فلسطيني على أساس أن «500 منهم كانوا مسلحين» يمثل «رد النازي»، وأنه كان من الممكن تطبيق نفس المنطق في غيتو وارسو.[92]
- في عام 2009، اتُهم البروفيسور ويليام روبنسون من قبل رابطة مكافحة التشهير بمعاداة السامية وسوء التصرف لأن مواده الصفية اشتملت على مقارنة بصرية للهجمات الإسرائيلية على غزة مع غيتو وارسو. دعم علماء السلام في الشرق الأوسط روبنسون، مستشهدين بالحرية الأكاديمية.
- في عامي 2009 و 2010، انتقد المعلقون المؤيدون لإسرائيل مقررين خاصين للأمم المتحدة، ريتشارد فولك وجان زيغلر، لإجراء مقارنات بين سياسات الحكومة الإسرائيلية وسياسات ألمانيا النازية.[93][94]
- في عام 2010، احتج البروفيسور الإسرائيلي غافرييل سالومون على قانون يمين الولاء الإسرائيلي، وقارن إسرائيل بألمانيا النازية، مضيفًا: «أنا لا أتحدث عن معسكرات الموت، ولكن عن عام 1935. لم تكن هناك معسكرات بعد ولكن كانت هناك قوانين عنصرية. ونحن نتجه نحو هذه الأنواع من القوانين.» [95]
- في عام 2013، قال الموسيقي روجر ووترز في مقابلة أمريكية عبر الإنترنت، «أوجه الشبه مع ما حدث في الثلاثينيات في ألمانيا واضحة للغاية.» [96]
- في عام 2015، خلال مقابلة مع كول يسرائيل، قال الدكتور عوفر كاسيف، محاضر العلوم السياسية في الجامعة العبرية في القدس: «أعتقد أنه من العدل مقارنة إسرائيل بألمانيا في ثلاثينيات القرن الماضي، وليس بسنوات الإبادة الجماعية. لقد انتقلنا إلى مرحلة مختلفة تماما في تاريخ هذا البلد. نحن الآن ألمانيا في ثلاثينيات القرن الماضي.» [97]
- في عام 2018، بعد إقرار قانون الدولة القومية، قال رئيس تركيا رجب طيب أردوغان إن «روح هتلر» تعيش في إسرائيل. وقال إن القانون يهدف إلى تعزيز هوية إسرائيل باعتبارها «الوطن القومي للشعب اليهودي» الذي أظهر أن روح الزعيم النازي «قد ارتفعت مرة أخرى داخل بعض المسؤولين الإسرائيليين». وأضاف: «لا يوجد فرق بين هوس هتلر بجنس خالص وفهم أن هذه الأراضي القديمة مخصصة لليهود فقط».[98]
- قضى هاجو ماير، الفيزيائي والناجي من المحرقة اليهودية من أوشفيتز، السنوات الأخيرة من حياته في مقارنة معاملة إسرائيل للفلسطينيين بالنازيين في ألمانيا.[99]

صرح المنتدى الأوروبي حول معاداة السامية بأن «مقارنة مقارنات السياسة الإسرائيلية المعاصرة بسياسة النازيين» كانت بمثابة معاداة السامية. في عام 2006، أوصت المجموعة البرلمانية لجميع الأحزاب البريطانية ضد معاداة السامية بأن تعتمد حكومة المملكة المتحدة نفس الموقف. يتهم عالم الاجتماع ديفيد هيرش المناهضين للصهيونية بالمعايير المزدوجة في انتقادهم لإسرائيل، ويلاحظ أن الدول الأخرى تنفذ سياسات مماثلة لسياسات إسرائيل دون أن يتم وصف تلك السياسات بأنها «نازية». يقترح أن وصف إسرائيل بأنها متورطة في «إبادة جماعية» يحمل مقارنة اتهام غير معلن عنها مع الهولوكوست ومعادلة الصهيونية مع النازية. اقترح المؤلف البريطاني هوارد جاكوبسون أن المقارنات بين الظروف التي يواجهها الفلسطينيون وظروف حي اليهود في وارصوفيا «تهدف إلى جرح اليهود في تاريخهم الحديث والأكثر معاناة ومعاقبتهم بحزنهم» وهي شكل من أشكال إنكار الهولوكوست الذي يقبل حقيقة المعاناة اليهودية لكنها تتهم اليهود «بمحاولة الاستفادة منها». يقول: «يبدو الأمر كما لو كان، من خلال عكس القوانين المعتادة للسبب والنتيجة، أثبتت الأفعال اليهودية اليوم أن اليهود قد وصلوا إليها أمس».
في أيار (مايو) 2018، أصدر صوت اليهود للعمل وحرية التعبير عن إسرائيل تعريفا لمعاداة السامية. في المذكرات المنشورة على موقع صوت اليهود للعمل، جادلوا بأن مقارنة تصرفات إسرائيل بتلك التي يقوم بها النازيون لا ينبغي اعتبارها تلقائيًا معاداة للسامية: «مما لا شك فيه أن رسم مثل هذه المتوازيات يمكن أن يسبب جريمة، لكن الأحداث والتجارب التاريخية القوية هي دائمًا نقاط مرجعية رئيسية مناقشة سياسية. ما إذا كانت مثل هذه المقارنات معادية للسامية يجب الحكم عليها بناءً على محتواها الموضوعي، وعلى الاستدلالات التي يمكن استخلاصها بشكل معقول حول الدافع وراء صنعها، بدلاً من تحديد درجة الجرم المحتمل.»  في سبتمبر، ساهمت J V L في التشاور حول قواعد السلوك الجديدة لحزب العمل التي ترفض الاقتراحات بأن المقارنات بين إسرائيل و «سمات ألمانيا النازية ما قبل الحرب» أو الفصل العنصري في جنوب أفريقيا كانت «معادية للسامية بطبيعتها»، وأن «هذه المقارنات معادية فقط - سامية إذا أظهروا تحاملًا أو عداءً أو كراهية ضد اليهود كيهود».

## نقد إسرائيل ومعاداة السامية
وقد وصفت بعض الانتقادات لإسرائيل أو السياسات الإسرائيلية بأنها معادية للسامية. يجادل مؤيدو مفهوم معاداة السامية الجديدة، مثل فيليس تشيسلر وغابرييل شونفيلد ومورتيمر زوكرمان، منذ حرب الأيام الستة عام 1967، بأن العديد من الانتقادات لإسرائيل هي هجمات محجبة على اليهود، وبالتالي فهي معادية للسامية. يركز أبا إيبان وروبرت فيستريتش ويوشكا فيشر على انتقاد الصهيونية، ويدعون أن بعض أشكال معاداة الصهيونية، وخاصة الهجمات على حق إسرائيل في الوجود، معادية للسامية بطبيعتها.
غالبًا ما يصور منتقدو هذا الرأي هذه النظرة على أنها «معادلة» للنقد معاداة السامية. يشير بعض منتقدي إسرائيل أو السياسات الإسرائيلية، بما في ذلك رالف نادر وجيني تونج ونعام تشومسكي وديزموند توتو، إلى أن مساواة النقد لإسرائيل مع اللا سامية أمر غير مناسب أو غير دقيق. يزعم بعض النقاد الآخرين، مثل جون ميرشيمر وألكساندر كوكبورن ونورمان فينكلشتاين وويليام روبنسون، أن مؤيدي إسرائيل يماثلون أحيانًا الانتقاد لإسرائيل معاداة السامية في محاولة متعمدة لمنع الانتقاد المشروع لإسرائيل وتشويه سمعة النقاد.
ومع ذلك، فإن مؤيدي الرأي يجادلون عادة بأن معادلة النقد معاداة السامية نادراً ما تصنع. على سبيل المثال، يعتبر ألفين روزنفيلد أن هذه الحجة غير مخادعة، معتبرة إياها "النقد الشامل في كل مكان" لإسرائيل "، ويذكر أن" المناقشة النشطة للسياسة والإجراءات الإسرائيلية ليست محل تساؤل "، بل هي عبارة عن عبارات جادة إلى حد أبعد من الانتقاد المشروع "وتشكك في حق إسرائيل في استمرار الوجود". يدعي آلان ديرشويتز أن بعض أعداء إسرائيل يتظاهرون بأنهم ضحية لاتهامات معاداة السامية، من أجل حشد الدعم لموقفهم.
وصفت دينا بورات (رئيس معهد دراسة معاداة السامية والعنصرية بجامعة تل أبيب) بعض المثل العليا المعادية للصهيونية بأنها معادية للسامية، لأنها ترقى إلى خصوصية اليهود لمعاملة خاصة، في حين أن جميع المجموعات المماثلة الأخرى من يحق للناس إنشاء وطن والحفاظ عليه. وهي تدعي أن معاداة الصهيونية معادية للسامية لأنها تمييزية: "... معاداة السامية متورطة عندما يتم التعبير عن الاعتقاد بأن جميع الشعوب في العالم (بما في ذلك الفلسطينيين)، يجب ألا يكون لليهود فقط الحق في تقرير المصير في أرض خاصة بهم. قالت هانا روزنتال من وزارة الخارجية الأمريكية إن المعايير المزدوجة للأمم المتحدة ضد إسرائيل تشكل "معاداة السامية". ومع ذلك، فقد اقترح العديد من المعلقين استنباط إسرائيل لنقد غير متناسب له ما يبرره نتيجة لإجراءات إسرائيل.

### تمييز النقد المشروع لإسرائيل عن معاداة السامية
أعد مركز المراقبة الأوروبي المعني بالعنصرية وكراهية الأجانب (E U M C) تقريراً في عام 2003 يميز الانتقاد لإسرائيل من معاداة السامية من خلال اختبار ما إذا كان "يُنظر إلى إسرائيل على أنها ممثل" لليهودي ": إذا كان المتحدث يعتبر إسرائيل ممثل لليهود بشكل عام، ثم معاداة السامية تعتبر أساس النقد.
اقترح ناتان شارانسكي، المنشق السوفيتي السابق والوزير الإسرائيلي، اختبارًا من ثلاثة أجزاء للتمييز بين الانتقاد المشروع لإسرائيل والهجمات المعادية للسامية. اختبارات شارانسكي التي تعرف النقد بأنه معاد للسامية هي:
1. الشيطنة - عندما يتم تفجير الأعمال الإسرائيلية إلى حد لا يتناسب مع ذلك، فإن الحساب يرسم إسرائيل باعتبارها تجسيدًا لكل الشرور.
2. ازدواجية المعايير - عندما تُنتقد إسرائيل بشدة بسبب فعل أو سياسة، يُنظر إلى أي حكومة أخرى على أنها مبررة، مثل حماية مواطنيها من الإرهاب.
3. نزع الشرعية: إنكار حق إسرائيل في الوجود أو حق الشعب اليهودي في العيش بأمان في وطنه.

غالبًا ما يتم استخدام التدمير والمعايير المزدوجة كدليل على معاداة السامية فيما يتعلق بانتقاد إسرائيل. يعتقد شارانسكي أن بعض الانتقادات تتضمن تطبيق معيار أخلاقي عالٍ على إسرائيل، أعلى من تطبيقها على الدول الأخرى (خاصةً مقارنة بالدول المحيطة)، ومع ذلك فإن الخاصية الخاصة الوحيدة لإسرائيل هي أنها دولة يهودية، وبالتالي هناك عنصر في معاداة السامية.
كان نزع الشرعية من العوامل التي خاطبها أبا إيبان، الذي ادعى أن الجهود الرامية إلى حرمان «الحقوق المتساوية للشعب اليهودي من سيادته المشروعة داخل مجتمع الأمم» تشكل معاداة للسامية.

### تقرير الاتحاد الأوروبي لعام 2006 عن معاداة السامية
نشر مركز المراقبة الأوروبي المعني بالعنصرية وكراهية الأجانب (E U M C، الذي أعيد تسميته مؤخرًا إلى وكالة الحقوق الأساسية) مسودة للتعريف التشغيلي لمعاداة السامية تسمى «تعريف العمل لمعاداة السامية»  والذي رافق تقريرًا أصدرته E U M C حول تقرير يلخص معاداة السامية في أوروبا. تضمن التعريف العملي لـ E U M C خمسة أنواع من السلوكيات المتعلقة بانتقاد إسرائيل والتي قد تكون مظاهر معاداة للسامية:
1. حرمان الشعب اليهودي من حقه في تقرير المصير، على سبيل المثال، من خلال الادعاء بأن وجود دولة إسرائيل هو مسعى عنصري.
2. تطبيق المعايير المزدوجة عن طريق اشتراط سلوك غير متوقع أو مطلوب من أي دولة ديمقراطية أخرى.
3. استخدام الرموز والصور المرتبطة بمعاداة السامية الكلاسيكية (على سبيل المثال، ادعاءات بقتل اليهود يسوع أو قذف الدم) لتمييز إسرائيل أو الإسرائيليين.
4. رسم مقارنات بين السياسة الإسرائيلية المعاصرة وسياسة النازيين.
5. تحميل اليهود مسؤولية جماعية عن تصرفات دولة إسرائيل.

ثبت أن هذا الجزء من التعريف مثير للجدل للغاية ويرى الكثيرون أنه يحاول حظر النقد المشروع لسجل حقوق الإنسان للحكومة الإسرائيلية من خلال محاولة إدخال أي انتقاد لإسرائيل في فئة معاداة السامية، وعدم التمييز بشكل كاف بين النقد. تصرفات إسرائيل وانتقاداتها للصهيونية باعتبارها أيديولوجية سياسية، من ناحية، وعنفًا عنصريًا ضد اليهود أو التمييز ضدهم أو إساءة معاملتهم.
يشير بول إيجانسكي إلى أن أحد السلوكيات المعادية للسامية لـ E U M C، وهي مقارنات بين السياسة الإسرائيلية وتلك الخاصة بالنازيين، "لا يمكن اعتبارها في حد ذاتها معاداة للسامية"، وأن السياق الذي صنعت فيه أمر بالغ الأهمية. يوضح إيغانسكي هذا مع الحادث الذي وصف فيه رئيس الوزراء الإسرائيلي إسحاق رابين من قبل زملائه اليهود الإسرائيليين بأنه يتعاون مع النازيين، ويصور يرتدي زي قوات الأمن الخاصة. وفقًا لإيجانسكي، فإن التسمية "النازية" كانت تستخدم فقط كخطابة سياسية مشحونة "في هذه الحالة.

### تقرير E I S C A 2009 حول انتقاد إسرائيل
بعد تقرير E U M C لعام 2006، نشر المعهد الأوروبي لدراسة معاداة السامية (E I S C A) تقريراً في عام 2009 بعنوان " فهم ومعالجة" البطاقة النازية "- التدخل ضد الخطاب اللا سامي الذي ناقش مقارنات إسرائيل مع ألمانيا النازية.
تضمن تقرير عام 2009 من تقرير عام 2006 الأنواع الخمسة المحددة من الانتقادات لإسرائيل التي ينبغي اعتبارها معاداة للسامية (انظر أعلاه للحصول على قائمة الخمسة).
لا يشير التقرير إلى أن كل الانتقادات الموجهة إلى إسرائيل معاداة للسامية: «يمكن التعبير عن الكراهية والاحتجاج على السياسات والممارسات وقادة الدولة الإسرائيلية بعدة طرق قوية وعنيفة، كما يفعلون ضد أي دولة أخرى - أي من التي من شأنها أن تكون معادية للسامية...»،  و«لفت الانتباه إلى الأضرار الناتجة في [لعب الورقة النازية ضد إسرائيل] يجب ألا تكون مقصودة، أو تؤخذ بأي شكل من الأشكال كمحاولة لقمع الانتقادات لإسرائيل وممارساتها العسكرية».
انتقد أنتوني ليرمان التقرير، واقترح أنه يمكن استخدامه لقمع الانتقاد المشروع لإسرائيل، ويقترح أن واضعي التقرير لا يعالجون هذا الاحتمال بشكل كاف.

### اعتراضات على وصف انتقادات إسرائيل بأنها معاداة للسامية
اعترض بعض المعلقين على وصف انتقادات إسرائيل بأنها معادية للسامية، وكثيراً ما أكدوا أن مؤيدي إسرائيل يماثلون الانتقاد معاداة السامية أو يفرطون في التمييز بين الاثنين بشكل مفرط. ومن الأمثلة على ذلك مايكل ب. بريور، ونوم تشومسكي، ونورمان فينكلشتاين، ومايكل ليرنر، وأنتوني ليرمان، ورالف نادر، وجيني تونجي، وكين ليفينغستون، وديزموند توتو. وهي توفر مجموعة متنوعة من الأسباب لاعتراضاتهم، بما في ذلك خنق حرية التعبير، وتشجيع معاداة السامية، وتخفيف معاداة السامية الحقيقية، وإبعاد اليهود عن اليهودية أو إسرائيل.

#### غامضة وعشوائية
يدعي مايكل ليرنر أن الجالية اليهودية الأمريكية تحاول بانتظام طمس التمييز بين الانتقاد المشروع لإسرائيل ومعاداة السامية، ويقول إنه «منحدر زلق» لتوسيع تعريف معاداة السامية ليشمل النقد المشروع لإسرائيل.
يؤكد أستاذ الفلسفة عرفان خواجة أن «معاداة السامية» معاداة السامية «معاداة زائفة» معادلة للسامية، حيث كتب «النقطة ليست أن تهمة» معاداة السامية «يجب ألا يتم إطلاقًا: بعض الناس يستحقونها... لكن معاداة السامية معاداة الصهيونية هي مهزلة استمرت لفترة طويلة بما فيه الكفاية، وقد حان الوقت لمن قال من خلال المهزلة أن يقول ذلك...» 
تنتقد منظمة «فلسطين مونيتور»، وهي مجموعة مناصرة فلسطينية، ما تصفه بأنه اتجاه حديث لتوسيع تعريف مصطلح «اللا سامية»، وتنص على أن التعريفات الجديدة غامضة بشكل مفرط وتسمح «بالاتهامات العشوائية».
يجادل برايان كلوج بأن معاداة الصهيونية في بعض الأحيان هي مظهر من مظاهر معاداة السامية، لكن «[مهلاً] منفصلون»، وإن مساواتهم يعني «خلط الدولة اليهودية مع الشعب اليهودي بشكل غير صحيح».
كتب إيرل راب، المدير المؤسس لمعهد ناثان بيرلماتر للدفاع عن اليهود بجامعة برانديز، «[هنا] موجة جديدة من معاداة السامية في العالم، والكثير من التحامل ضد إسرائيل مدفوع بمثل هذه المعاداة للسامية»، لكنه يجادل بأن تهم معاداة السامية القائمة على الآراء المعادية لإسرائيل تفتقر عمومًا إلى المصداقية. يكتب أن «التوجيه التربوي الخطير هو جزء لا يتجزأ من الصيغ التي تشير إلى أنه إذا تخلصنا بطريقة ما من معاداة السامية، فسنتخلص من معاداة إسرائيل. هذا يقلل من مشاكل التحيز ضد إسرائيل إلى أبعاد كاريكاتورية». يصف راب التحامل ضد إسرائيل باعتباره «خرقًا خطيرًا للأخلاق والشعور الجيد»، ويقول إنه غالبًا ما يكون جسرًا معاداة السامية، لكنه يميزه عن معاداة السامية على هذا النحو.
يشير عرفان خواجة إلى أن بعض الانتقادات المشروعة لإسرائيل تتعرض للهجوم بشكل غير صحيح عن طريق خلطها عمداً بالنقدات المعادية للسامية بطبيعتها.
ألكساندر كوكبورن وجيفري سانت كلير، في كتاب «سياسات معاداة السامية»، يكتبان «المدافعون عن قمع إسرائيل للفلسطينيين لإلقاء كلمة» معاداة السامية «عند أي منتقد لما تعنيه الصهيونية في الواقع العملي للفلسطينيين على الطرف المتلقي. إذن، تتناول بعض المقالات في هذا الكتاب مسألة ما يشكل معاداة السامية الحقيقية - الكراهية اليهودية - بدلاً من الاتهامات الخادعة والمضللة حول «معاداة السامية» التي ألقيت على التقييمات المنطقية لحالة إسرائيل السياسية والعسكرية، والسلوك الاجتماعي.» 

#### يمثل اليهود كضحايا
يشير نورمان فينكلستين وستيفن زيبرشتاين (أستاذ الثقافة والتاريخ اليهودي بجامعة ستانفورد) إلى أن انتقاد إسرائيل يعتبر أحيانًا غير لائق معاداة للسامية بسبب ميله إلى اعتبار اليهود ضحايا. يقترح زيبرشتاين أن الموقف المشترك المتمثل في رؤية اليهود كضحايا يتم أحيانًا نقله ضمنيًا إلى تصور إسرائيل كضحية؛ بينما يشير فينكلشتاين إلى أن تصوير إسرائيل كضحية (ك «يهودي بين الأمم») هو حيلة متعمدة لخنق الانتقادات لإسرائيل.

#### «يكرهون أنفسهم» اليهود
كتب ساندر غيلمان، «أحد أحدث أشكال الكراهية الذاتية لليهود هي المعارضة الشديدة لوجود دولة إسرائيل». إنه يستخدم المصطلح ليس ضد أولئك الذين ينتقدون سياسة إسرائيل، بل ضد اليهود الذين يعارضون وجود إسرائيل. يؤكد مايكل ليرنر، محرر مجلة <i id="mwAbE">T i k k u n</i>، أن معادلة نقد إسرائيل معاداة السامية قد أسفرت عن صراع داخل المجتمع اليهودي، على وجه الخصوص، أنصار المعادلة يهاجمون أحيانًا النقاد اليهود للسياسات الإسرائيلية بوصفهم «يهود يكرهون أنفسهم». يدعي ليرنر أيضًا أن معادلة نقد إسرائيل معاداة السامية والتهم الناتجة عن «كره اليهود لذاتهم» قد أدت إلى عزل الشباب اليهود عن عقيدتهم.
يعتقد أنتوني ليرمان أن العديد من الاعتداءات على منتقدي إسرائيل اليهود هي «مجازية، وهومنيم وعشوائية»، ويدعي أن معاداة الصهيونية ومعاداة السامية قد تم تعريفها على نطاق واسع للغاية وبدون سبب. يذكر ليرمان أيضًا أن «إعادة تعريف» معاداة السامية لتشمل معاداة الصهيونية تسببت في مهاجمة اليهود لليهود الآخرين، لأن العديد من اليهود هم قادة في العديد من المنظمات المعادية للصهيونية.
أصدر نيكولاس سفير، رئيس مجلس أمناء صندوق إسرائيل الجديد في المملكة المتحدة، خطابًا مفتوحًا يدافع عن المنظمات غير الحكومية التي تعمل داخل إسرائيل لتعزيز الحقوق المدنية. وقال إن العديد من المنظمات، مثل المنظمات غير الحكومية مونيتور، ووكالة أنباء إسرائيل للموارد، وورلد نت ديلي ومجلة سياسات الشرق الأدنى والشرق الأوسط «تربط بين النقد الأخلاقي والأخلاقي لأي نشاط تقوم به إسرائيل أو سياسات حكومتها باعتبارها مناهضة لإسرائيل ومعادية للسامية. وعندما يجرها اليهود كدليل على الكراهية الذاتية».

#### تكتيكات التخويف
تعارض الشبكة اليهودية الدولية المعادية للصهيونية أيضًا استخدام العلامة اللا سامية لقمع النقد، وتعترض على «تكتيكات الخوف» المستخدمة عندما طُبقت التسمية المعادية للسامية على مؤيدي أسبوع الفصل العنصري في إسرائيل، مدعيةً أنها تذكرنا تكتيكات التخويف المعادية للشيوعية في الخمسينيات.
يشير مايكل ليرنر إلى أن بعض السياسيين في الولايات المتحدة يترددون في انتقاد إسرائيل لأنهم يخشون أن يُطلق عليهم معادون للسامية. يذكر ليرنر أيضًا أن الجماعات التي تروج للسلام في الشرق الأوسط تخشى تشكيل تحالفات، خشية أن تكون مصداقيتها وفقًا لما يطلق عليه ليرنر «المؤسسة اليهودية».

#### يلفت الانتباه بعيدا عن معاداة السامية الحقيقية
يؤكد برايان كلوغ أن مؤيدي معاداة السامية الجديدة يعرّفون معاداة السامية على نطاق واسع لدرجة أنهم يحرمون مصطلح «معاداة السامية» من أي معنى. يكتب كلوغ: «... عندما تكون معاداة السامية موجودة في كل مكان، فلا مكان لها. وعندما يكون كل معادٍ للصهيونية معادًا للسامية، لم نعد نعرف كيف ندرك الشيء الحقيقي - مفهوم معاداة السامية يفقد أهميته.» 
في كتاب «سياسات معاداة السامية» كتب سكوت هاندمان: «غالبًا ما يوجه أنصار إسرائيل اتهامات كاذبة بمعاداة السامية لإسكات منتقدي إسرائيل. تشهير» اللا سامية«ضار ليس فقط لأنه يراقب النقاش حول العنصرية وانتهاكات حقوق الإنسان في إسرائيل، بل لأنه يسيء إلى التاريخ البشع للكراهية اليهودية.» 

#### الاتهامات المفرطة لمعاداة السامية قد تؤدي إلى رد فعل عنيف
يجادل براين كلوج بأن المزاعم المفرطة عن معاداة السامية (الموجهة إلى منتقدي إسرائيل) قد تأتي بنتائج عكسية وتسهم في معاداة السامية، ويكتب «ميل مكارثيا لرؤية معاداة السامية تحت كل سرير، يمكن القول أنه يسهم في مناخ العداء تجاه اليهود» 
يشير توني جودت أيضًا إلى أن «تحديد إسرائيل الثابت» لانتقادات إسرائيل لمعاداة السامية أصبح الآن المصدر الرئيسي للمشاعر المعادية لليهود في العالم.
يردد مايكل ليرنر تلك الأفكار ويقترح أن «القمع» المستمر لانتقادات إسرائيل قد «ينفجر» في نهاية المطاف في موجة من معاداة السامية الحقيقية.

#### مهاجمة رسول بدلا من الرسالة
يدعي مايكل ليرنر أن بعض مؤيدي إسرائيل يرفضون مناقشة الانتقادات المشروعة لإسرائيل (مثل المقارنات مع نظام الفصل العنصري) وبدلاً من ذلك يهاجمون الأشخاص الذين يثيرون مثل هذه الانتقادات، وبالتالي «ينقلون الخطاب إلى شرعية الرسول وبالتالي يتجنبون جوهر الانتقادات».

#### المبالغة في المعادلة من أجل إثارة التعاطف
يميز آلان ديرشويتز بين الانتقاد المشروع لإسرائيل ومعاداة السامية، لكنه يدعي أن بعض «أعداء إسرائيل» يشجعون على معادلة الاثنين، لأنه يجعل الأعداء يبدو أنهم ضحايا الاتهامات الكاذبة لمعاداة السامية، والتي يقوم بها الأعداء استخدامها في محاولة لاكتساب التعاطف مع قضيتهم.

## قمع النقد
ناقش عدد من المعلقين ما إذا كان النقد العلني لإسرائيل مكبوتاً خارج إسرائيل، وخاصة داخل الولايات المتحدة. كتب ستيفن زونيس أن «الاعتداءات على منتقدي السياسات الإسرائيلية كانت أكثر نجاحًا في الحد من النقاش المفتوح، لكن تأثير الرقابة هذا الناجم عن الجهل والشعور بالذنب الليبرالي أكثر من أي جماعة ضغط إسرائيلية قوية». ويوضح أنه في حين أن «بعض الانتقادات لإسرائيل متجذرة بالفعل في معاداة السامية»، إلا أنه يرى أن بعض أعضاء اللوبي الإسرائيلي يعبرون الخط من خلال وصف منتقدي إسرائيل الصادقين فكريًا بأنهم معادون للسامية. يجادل زونيس بأن المنظمات اليهودية السائدة والمحافظة «خلقت مناخًا من الترهيب ضد الكثيرين الذين يدافعون عن السلام وحقوق الإنسان أو الذين يدعمون حق الفلسطينيين في تقرير المصير». كانت Z u n e s في الطرف المتلقي لهذا النقد نفسه: «كنتيجة لمعارضتي لدعم الولايات المتحدة لسياسات الاحتلال والاستعمار والقمع التي تنتهجها الحكومة الإسرائيلية، فقد تم اقتباسي بشكل متعمد، وتعرضت للتشهير والقذف، واتُهمت كذباً كونها» معادية للسامية«و» تدعم الإرهاب«؛ تعرض أطفالي للمضايقة وتم قصف إدارة جامعتي بدعوات لإقالتي». في مقال رأي لصحيفة الجارديان، كتب جيمي كارتر أن السياسة الأمريكية السائدة لا تعطي الوقت المتساوي للجانب الفلسطيني من الصراع الإسرائيلي الفلسطيني وأن هذا يرجع جزئياً على الأقل إلى أيباك. لقد ادعى جورج سوروس أن هناك مخاطر مرتبطة بما كان في رأيه قمع النقاش: 
 «أنا لا أؤيد الأساطير التي ينشرها أعداء إسرائيل ولا ألوم اليهود على معاداة السامية. معاداة السامية تسبق ولادة إسرائيل. لا ينبغي اعتبار سياسات إسرائيل ولا منتقدي هذه السياسات مسؤولين عن معاداة السامية. في الوقت نفسه، أعتقد أن المواقف تجاه إسرائيل تتأثر بسياسات إسرائيل، وتتأثر المواقف تجاه الجالية اليهودية بنجاح اللوبي المؤيد لإسرائيل في قمع وجهات النظر المتباينة.» 
 من ناحية أخرى، أشار أبراهام فوكسمان في كتابه «أكثر الأكاذيب دموية» إلى فكرة أن اللوبي الموالي لإسرائيل يحاول فرض الرقابة على انتقاد إسرائيل باعتباره «عصيدة». يكتب فوكسمان أن الجالية اليهودية قادرة على تحديد الفرق بين الانتقاد المشروع لإسرائيل «والشيطنة، ونزع الشرعية، والمعايير المزدوجة المستخدمة ضد إسرائيل والتي إما معادية للسامية بطبيعتها أو تولد بيئة من معاداة السامية». جوناثان روزنبلوم أعرب أفكار مماثلة: «في الواقع، إذا كان هناك لوبي إسرائيل، واصفة كل انتقاد إسرائيل كدولة معادية للسامية كان التكتيك، وتوارد انتقاد إسرائيل في حرم النخبة وفي الصحافة النخبة سيكون أوضح دليل على عدم فعاليته». كتب آلان ديرشويتز أنه يرحب «بالنقد المنطقي والسياقي والمقارنة للسياسات والإجراءات الإسرائيلية». إذا كان أحد أهداف اللوبي المؤيد لإسرائيل هو فرض الرقابة على النقد الموجه لإسرائيل، يكتب ديرشوفيتز، «سيثبت أن» اللوبي «أقل قوة بكثير مما يعتقد المؤلفون».

### خنق النقد بسبب اتهامات معاداة السامية
أكد العديد من المعلقين أن مؤيدي إسرائيل يحاولون خنق الانتقاد المشروع لإسرائيل من خلال وصفهم بشكل غير عادل للنقاد بأنهم لا ساميون.

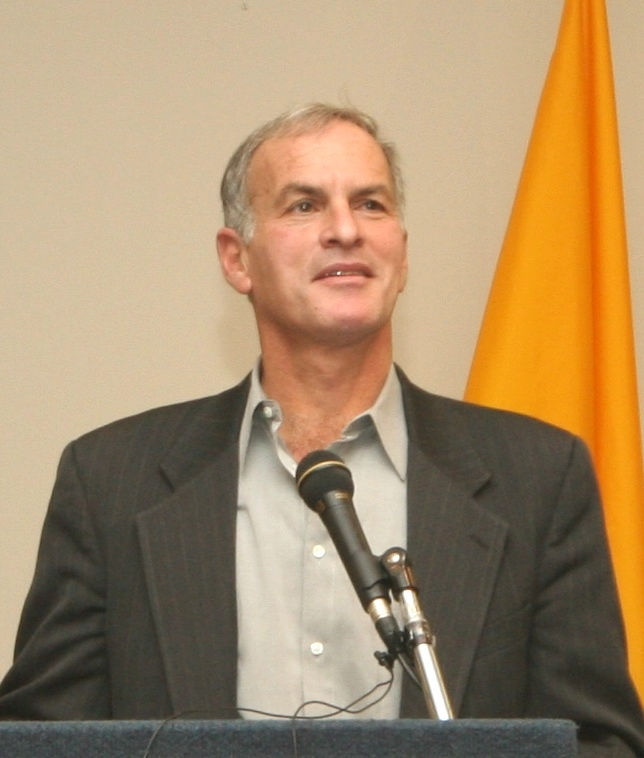
نورمان فينكلشتاين مؤلف كتاب " ما وراء تشوتسباه: عن إساءة استخدام معاداة السامية وإساءة استخدام التاريخ

أحد الموضوعات الرئيسية لكتاب نورمان فينكلشتاين " وراء شوتزبا: حول إساءة استخدام معاداة السامية وإساءة استخدام التاريخ هو أن بعض مؤيدي إسرائيل يستخدمون اتهامات بمعاداة السامية لمهاجمة منتقدي إسرائيل، بهدف تشويه سمعة إسرائيل. النقاد وإسكات النقد. [بحاجة لرقم الصفحة] الأستاذان جودي ريبيك وألان سيرز، ردًا على أنشطة أسبوع الفصل العنصري في إسرائيل في جامعة كارلتون، خطابًا مفتوحًا إلى رئيس الجامعة ادعى فيه أن اتهامات معاداة السامية يتم توجيهها أحيانًا بهدف انتقاد "إسكات" إسرائيل.
كما يدعي الصحفي بيتر بومونت أن بعض مؤيدي فكرة معاداة السامية الجديدة يخلطون انتقادات لإسرائيل بمعاداة السامية. يقول طارق علي، المؤرخ البريطاني الباكستاني والناشط السياسي، إن مفهوم معاداة السامية الجديد يرقى إلى محاولة لتخريب اللغة لصالح دولة إسرائيل. يكتب أن الحملة ضد «معاداة السامية الجديدة» المزعومة في أوروبا الحديثة هي «خدعة ساخرة من جانب الحكومة الإسرائيلية لإغلاق الدولة الصهيونية عن أي انتقاد لوحشيتها المنتظمة والمستمرة ضد الفلسطينيين.... انتقاد إسرائيل لا يمكن ولا ينبغي مساواة معاداة السامية». يجادل بأن معظم الجماعات المؤيدة للفلسطينيين ومعاداة الصهيونية التي ظهرت بعد حرب الأيام الستة كانت حريصة على مراعاة التمييز بين معاداة الصهيونية ومعاداة السامية.
لقد عارض "صوت اليهود من أجل السلام" ما يرون أنه إساءة استخدام التسمية اللا سامية. على سبيل المثال، في مقال رأي، كتبوا "لعقود من الزمان، ادعى بعض قادة الجالية اليهودية أن هناك وحدة كاملة من الإيمان والمصالح بين جميع اليهود والحكومة الإسرائيلية، بغض النظر عن سياساتها. يجب أن يصدقوا دعاية هم الخاصة، لأنهم لا يرون أي فرق بين انتقاد الحكومة الإسرائيلية ومعاداة السامية، ويفعلون كل ما في وسعهم لإسكات الأصوات الناقدة. إذا كانت العلامة المعادية للسامية لا تخيف بشكل كافٍ، فقد تم فرض الصمت من خلال حملات منظمة للهاتف وكتابة الرسائل، والمقاطعات، والتهديدات، والسحب الفعلي لدعم التمويل من المؤسسات والأفراد "المسيئين".

#### الاتهامات هي جهود العلاقات العامة
يدعي جون ميرشيمر وستيفن والت أن اتهامات معاداة السامية الموجهة إلى منتقدي إسرائيل قد تم توقيتها بشكل متعمد لنزع فتيل تأثير الانتقادات. يقترحون نمطًا تتزايد فيه اتهامات معاداة السامية مباشرة بعد الأعمال العدوانية التي تقوم بها إسرائيل: عقب حرب الأيام الستة، بعد حرب لبنان عام 1982، وبعد التعرض «للسلوك الوحشي في الأراضي المحتلة» في عام 2002 
يقول نورمان فينكلشتاين إنه لدعم حملة العلاقات العامة، فإن المدافعين عن إسرائيل يوجهون اتهامات لما يسمونه «معاداة السامية الجديدة» ضد أولئك الذين يعارضونهم، وأنهم يفعلون ذلك عمداً من أجل تقويض النقاد وتعزيز صورة الأمة. يؤكد فينكلشتاين أيضًا أن «المنظمات اليهودية الأمريكية» تزيد عن قصد الاتهامات الصوتية لمعاداة السامية خلال الحلقات عندما تتعرض إسرائيل لانتقادات متزايدة (مثل أثناء الانتفاضة)، بهدف تشويه سمعة منتقدي إسرائيل.

#### منتقدو إسرائيل الذين اتهموا بمعاداة السامية
ومن بين منتقدي إسرائيل الذين اتُهموا بمعاداة السامية ونفى وا هذا الادعاء رالف نادر وجون ميرشايمر وسيندي شيهان وجيني تونجي وكين ليفينجستون وديزموند توتو وهيلين توماس.
البروفيسور ج. لوراند ماتوري ناقد صريح لإسرائيل يدعم عدم الاستثمار من إسرائيل. وصف لاري سامرز، رئيس جامعة هارفارد، الجهود التي بذلها ماتري وآخرون للتخلي عن إسرائيل بأنها «معادية للسامية في الواقع، إن لم تكن نية». وفقًا لماتوري، فإن «اتهام الركلة التي استهدفت انتقادات لإسرائيل يميز إسرائيل هو أمر سخيف كما يقول أن حركة مناهضة الفصل العنصري كانت تستنكر جنوب إفريقيا».
يجادل البروفيسور نعوم تشومسكي بأن وزير الخارجية الإسرائيلي أبا إيبان يساوي معاداة الصهيونية معاداة السامية في محاولة "لاستغلال المشاعر المناهضة للعنصرية من أجل غايات سياسية"، مستشهداً بالبيان الذي أدلى به إيبان عام 1973: العالم الوثني هو إثبات أن التمييز بين معاداة السامية ومعاداة الصهيونية ليس تمييزًا على الإطلاق. " وتعليقًا على تصريح إيبان، أجاب تشومسكي: "هذا موقف مناسب. إنه يقطع 100٪ فقط من التعليقات النقدية! "  في عام 2002، كتب تشومسكي أن هذه المعادلة المعادية للصهيونية ومعاداة السامية امتدت لتشمل النقد للسياسات الإسرائيلية، وليس فقط لانتقاد الصهيونية. كتب تشومسكي أيضًا أنه عندما يكون منتقدو إسرائيل يهودًا، فإن اتهامات معاداة السامية تنطوي على وصف للكراهية الذاتية. في عام 2004، قال تشومسكي: "إذا حددت البلد، فالناس، والثقافة، مع الحكام، تقبل العقيدة الشمولية، ثم نعم، فمن المعادي للسامية انتقاد السياسة الإسرائيلية، ومعاداة أمريكا لانتقاد السياسة الأمريكية، وكانت معادية للسوفيت عندما انتقد المنشقون السياسة الروسية. عليك أن تقبل الافتراضات الشمولية العميقة بعدم الضحك في هذا. "  ومع ذلك، يدعي أوليفر كام أن تشومسكي قام بتفسير تعليقات إيبان بشكل غير دقيق.
الموسيقي روجر ووترز هو ناقد لمعاملة إسرائيل للفلسطينيين، وقد اتهمته ADL باستخدام الصور المعادية للسامية في أحد أعماله الموسيقية الأخيرة. ورد واترز بالقول إن A D L يصور بانتظام منتقدي إسرائيل على أنهم معادون للسامية، «إنها شاشة يختبئون فيها [A D L] وراءهم».

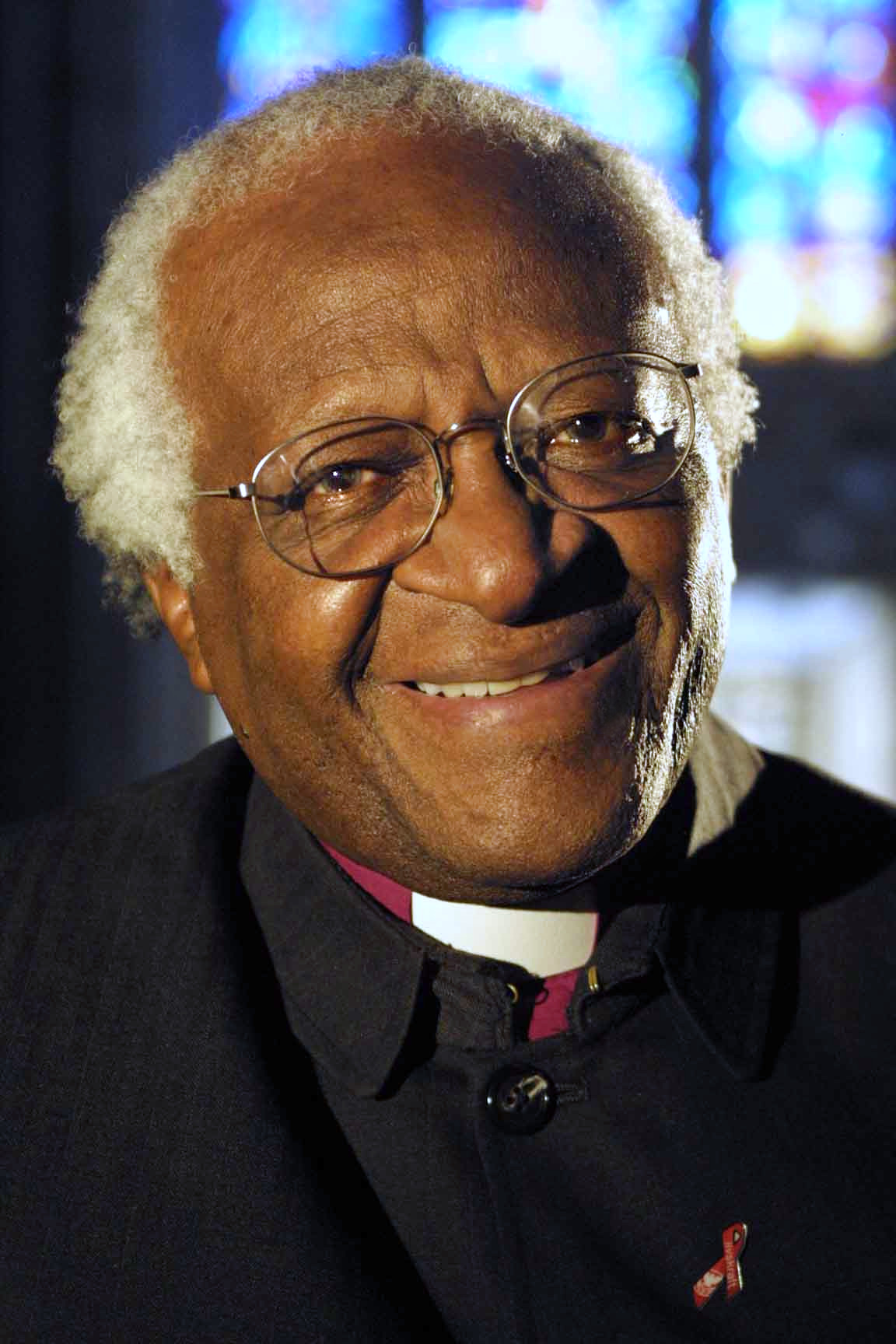
ديزموند توتو

في عام 2002، ينتقد ديزموند توتو إسرائيل التي قارنت سياسات إسرائيل مع نظام الفصل العنصري في جنوب إفريقيا. كتب توتو أن انتقاد إسرائيل يتم قمعه في الولايات المتحدة، وأن انتقادات إسرائيل «يطلق عليها على الفور معادية للسامية».
كان مايكل بريور ناقدًا صارخًا لمعاملة إسرائيل للفلسطينيين، وكان متهمًا كثيرًا بمعاداة السامية، ومع ذلك فقد كان حريصًا على التمييز بين معاداة الصهيونية ومعاداة السامية.
كين ليفينجستون، عمدة مدينة لندن السابق، اتُهم بمعاداة السامية بسبب مجموعة متنوعة من التعليقات، بما في ذلك ملاحظات تنتقد معاملة إسرائيل للفلسطينيين. ورداً على ذلك، كتب ليفينجستون «على مدى 20 عامًا، حاولت الحكومات الإسرائيلية تصوير أي شخص ينتقد بقوة سياسات إسرائيل على أنه معاد للسامية. الحقيقة هي عكس ذلك: إن نفس القيم الإنسانية العالمية التي تعترف بالمحرقة باعتبارها أكبر جريمة عنصرية في القرن العشرين تتطلب إدانة لسياسات الحكومات الإسرائيلية المتعاقبة - وليس على أساس سخيف أنها نازية أو مكافئة للمحرقة، لأن التطهير العرقي والتمييز والإرهاب غير أخلاقيين.» 
تدعي ناشطة السلام سيندي شيهان أنها اتُهمت بشكل غير صحيح بأنها معادية للسامية بسبب موقفها المناهض للحرب، لا سيما انتقاداتها للوبي إسرائيل وتصرفات إسرائيل تجاه الفلسطينيين. وأكدت شيهان أن انتقاداتها لإسرائيل «لا يجب أن تفسر على أنها كراهية لجميع اليهود».

### النقاد الذين يقترحون الرقابة أو القمع
كتب علماء السياسة جون ميرشيمر وستيفن والت مقالًا ينتقد فيه اللوبي الإسرائيلي في الولايات المتحدة، أكدوا فيه أن اللوبي الإسرائيلي يستخدم الاتهامات بمعاداة السامية كجزء من إستراتيجية متعمدة لقمع الانتقادات لإسرائيل. تم اتهام M e a r s h e i m e r و Walt بأنفسهم بمعاداة السامية نتيجة لهذا المقال والكتاب الذي كتبوه استنادًا إلى المقال.
انتقدت جيني تونجي، عضو مجلس اللوردات البريطاني، سياسات إسرائيل بشكل متكرر، واعتبرت معادية للسامية. ورداً على ذلك، قالت خلال خطاب في البرلمان: «لقد بدأت أفهم... الإجراءات الحثيثة التي يتخذها اللوبي الإسرائيلي [و] أيباك... ضد الأشخاص الذين يعارضون وينتقدون اللوبي.... [أفهم]... الاتهامات المستمرة لمعاداة السامية - عندما لا توجد مثل هذه المشاعر - لإسكات منتقدي إسرائيل.»

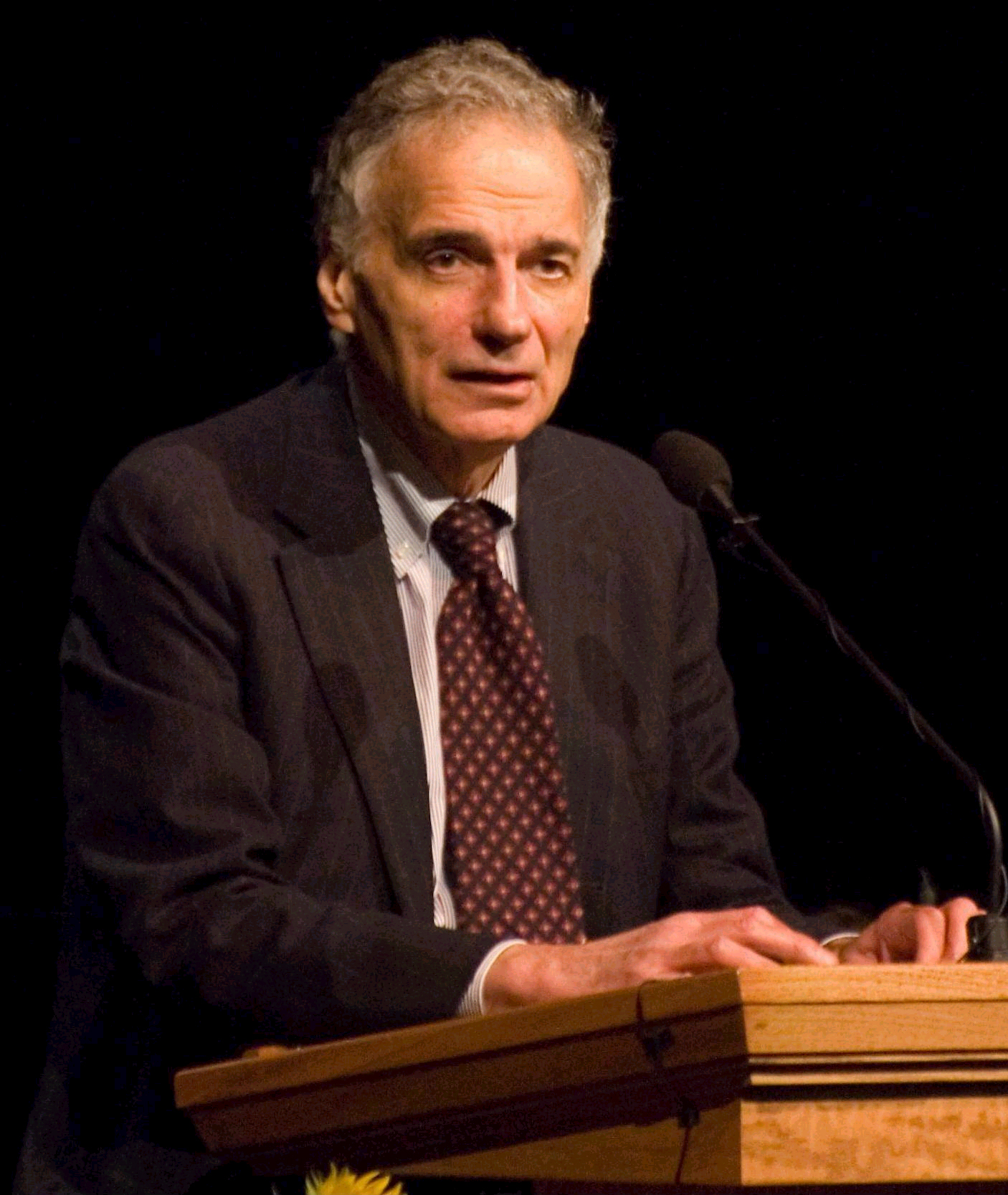
رالف نادر

انتقد رالف نادر، سياسي الولايات المتحدة وداعية المستهلكين، سياسات إسرائيل، وأعرب عن دعمه للقضايا الفلسطينية، وانتقد التأثير المفرط للوبي إسرائيل على الحكومة الأمريكية. رداً على ذلك، كتب نادر خطابًا إلى مدير رابطة مكافحة التشهير بعنوان «انتقاد إسرائيل ليس معاداة للسامية» قال فيها «طريقة عملك لسنوات هي توجيه اتهامات بالعنصرية أو التلميح بالعنصرية. الافتراء والتهرب. لأن نمطك في توجيه مثل هذه الاتهامات، والتي تمت معايرتها بعناية لهذه المناسبة ولكن من نفس النية التي توصم بالعار، قد ساعد في ردع حرية التعبير الحرجة.... يجب على ADL أن تعمل من أجل تحقيق هذا الهدف [السلام] وألا تحاول قمع الخطاب الواقعي حول هذا الموضوع بالسمات والتلميحات.» 
تم اتهام وليام روبنسون، الأستاذ في جامعة سان فرانسيسكو، بأنه لا سامي بسبب مهمة طبقية تدور حول الهجوم الإسرائيلي على قطاع غزة، فأجاب بالقول إن اللوبي الإسرائيلي يصف "أي نقد" لإسرائيل بأنه معاد للسامية. رداً على ذلك، قال روبنسون: "إن حقيقة أنني قمت بتضمين تفسيري للصراع الإسرائيلي الفلسطيني تقع بالكامل ضمن ما هو طبيعي ومتوقع.... كان من أكثر الأمور إلحاحًا في شهر يناير الهجوم الإسرائيلي على غزة - لم يكن هناك شيء يمكن أن يكون أكثر صلة بهذه الدورة في ذلك الوقت. عندما تقوم بإحضار مواد حساسة وحساسة ومثيرة للجدل في الفصل الدراسي، فإننا نقوم بصفتنا أساتذة الجامعات بمهمتنا لتوعية الطلاب من أجل تحديهم للتفكير الناقد في قضايا العالم.... وقال روبنسون إن اللوبي الإسرائيلي ربما يكون أقوى جماعات الضغط في الولايات المتحدة، وما يفعلونه هو وصف أي انتقاد للسلوك والممارسات المعادية لإسرائيل بأنه معاد للسامية. "هذه الحملة ليست مجرد محاولة لمعاقبتي. يكثف اللوبي الإسرائيلي من هجماته الشريرة على أي شخص يتكلم ضد السياسات الإسرائيلية. " 
أصبح الدكتور ستيفن سلايتا، الخبير الأمريكي في الأدب المقارن وما بعد الاستعمار، متورطًا في جدال حول حرية التعبير لأعضاء هيئة التدريس في الجامعات الأمريكية عندما تم سحب عرضه للتوظيف من U I U C من قبل المستشار دكتور فيليس وايز، وهي خطوة تعتبر بعض الاهتمام باعتباره انتهاكًا لحرية S a l i t a في التعبير. خلال الصراع بين إسرائيل وغزة عام 2014، نشر تويت التي كانت تعتبر انتقادات للحكومة الإسرائيلية،  وادعى سلايتا أنه نتيجة لذلك، اتهمه مؤيدون لإسرائيل مرتبطون بالجامعة بمعاداة السامية وضغطوا عليه. الجامعة تلغي عرضها للتوظيف. نتيجة لانتقاداته الصريحة لمعاملة الجامعة لحالته، تلاحظ هآرتس أن ساليتا أنشأت «مكانة مشهورة في حلبة المحاضرات». في نوفمبر 2015، توصل S a l a i t a و U I U C إلى تسوية تضمنت دفع 600000 دولار إلى S a l a i t a وتغطية تكاليف محاميه ؛ لم تعترف الجامعة بأي مخالفات.

## ردود على النقد

### ادعاءات التحيز الإعلامي
كتب مضر زهران، أردني من أصل فلسطيني، أن «الميل لإلقاء اللوم على إسرائيل على كل شيء» قد وفر للقادة العرب ذريعة لتجاهل حقوق الإنسان للفلسطينيين في بلدانهم عمداً. على سبيل المثال، قال إنه في حين أن العالم غاضب من الحصار المفروض على غزة، فإن وسائل الإعلام تختار أن تتجاهل عن عمد ظروف الفلسطينيين الذين يعيشون في مخيمات اللاجئين في لبنان ودول عربية أخرى.
يدعي جورج ويل أن «اللوم على إسرائيل أولاً (والأخير، وبين اللواء)» كبير ومتزايد.

### ادعاءات تحيز الأمم المتحدة
لم تدين الأمم المتحدة أبدًا احتلال الصين للتبت أو اعترفت بحق التبتيين في تقرير المصير. يرى آلان ديرشويتز أن موقف الأمم المتحدة منافق، لأنه يخلص إلى أن احتلال الصين للتبت كان أطول وأكثر وحشية وأشد دموية وأقل مبرر من احتلال إسرائيل للضفة الغربية وغزة.

### وزارة الخارجية
شجعت وزارة الخارجية (إسرائيل) استخدام وسائل التواصل الاجتماعي لمواجهة الانتقادات لسياسات إسرائيل. [بحاجة لمصدر] اقترح أحد أعضاء السلك الدبلوماسي اتخاذ إجراءات أكثر عدوانية تجاه منتقدي إسرائيل. في يونيو 2012، نشرت القناة العاشرة في إسرائيل رسالة بريد إلكتروني اقترحت فيها نوريت تيناري موداي، نائبة رئيس البعثة الإسرائيلية في أيرلندا وزوجة السفير بوعز موداعي، مضايقة الإسرائيليين المغتربين الذين انتقدوا السياسات الإسرائيلية ونشروا صورًا لهم. ونشر معلومات مضللة من شأنها أن تحرجهم. ادعت أنهم كانوا ينتقدون إسرائيل بسبب هويتهم الجنسية. بعد الإعلان عن تكتيكات تيناري موداي، نأت وزارة الخارجية بسرعة عن رسالتها. وشملت توصيتها ما يلي: «عليك أن تحاول ضرب أضلاعها الداخلية الناعمة، لنشر صورها، ربما سيؤدي ذلك إلى إحراج أصدقائها في إسرائيل وعائلاتهم، على أمل أن يفهم الناشطون المحليون أنهم ربما يعملون بالفعل نيابة عن الموساد».

### الرأي العام الإسرائيلي
النقد الدولي هو محور مهم داخل إسرائيل. وفقًا لمسح أجرته جامعة تل أبيب في أغسطس 2010، يعتقد أكثر من نصف الإسرائيليين أن "العالم كله ضدنا"، ويعتقد ثلاثة أرباع الإسرائيليين "أنه بغض النظر عن ما تفعله إسرائيل أو إلى أي مدى تذهب صوب حل النزاع مع إسرائيل". الفلسطينيون، سيواصل العالم انتقاد إسرائيل ". نتيجة لذلك، كانت الدبلوماسية العامة محط تركيز مهم للحكومات الإسرائيلية منذ الاستقلال. تسعى وزارة الدبلوماسية العامة الإسرائيلية وشؤون المغتربين الإسرائيلية إلى شرح سياسات الحكومة والترويج لإسرائيل في مواجهة ما يعتبرونه الصحافة السلبية عن إسرائيل في جميع أنحاء العالم.

### تجريم المقارنات النازية
يوصي تقرير E I S C A بأن تجرم الحكومة البريطانية أنواعًا معينة من معاداة السامية، وخاصةً استخدام التشبيه النازي لانتقاد إسرائيل، وكذلك أشكال أخرى من الانتقادات لإسرائيل.
شكك بول كريج روبرتس وأنتوني ليرمان في توصيات تقرير E I S C A، معربين عن مخاوفهم من أن توصيات التقرير قد يتم اعتمادها كقانون لجرائم الكراهية داخل أوروبا، مما قد يؤدي إلى انتهاك حرية التعبير، وقد يجرم النقد المشروع ل إسرائيل.
يعترض المؤلف بول كريج روبرتس على التشريع في الولايات المتحدة الذي يعتبر جريمة انتقاد إسرائيل، ومن الأمثلة على ذلك أنه يستشهد بالقانون العالمي لمراجعة معاداة السامية لعام 2004 وقانون منع جرائم الكراهية لعام 2009. يؤكد روبرتس أن جماعات الضغط من أجل إسرائيل تضغط من أجل سن قوانين تجعل من قوة مناقشة اللوبي الإسرائيلي قوة أو مناقشة جرائم الحرب المزعومة في إسرائيل.
انتقد أنتوني ليرمان تقرير E I S C A لعام 2009، وادعى أن تجريم النقد لإسرائيل (لا سيما مقارنة الإجراءات الإسرائيلية بالأعمال النازية) سيشكل انتهاكًا مفرطًا لحرية التعبير في بريطانيا، ويفترض، على سبيل المثال، أنه "إذا قلت" الطريقة كان الجيش الإسرائيلي الذي يعمل في غزة يشبه الطريقة التي تصرف بها قوات الأمن الخاصة في بولندا، ووجد يهودي هذا الهجوم، مؤلمًا أو ضارًا، من الناحية النظرية، يمكنك الذهاب إلى السجن ".

### المقاطعة وسحب الاستثمارات من إسرائيل
مقاطعة إسرائيل هي حملات أو أعمال ثقافية وسياسية اقتصادية تسعى إلى قطع الروابط الانتقائية أو الكلية مع دولة إسرائيل. يتم استخدام هذه الحملات من قبل أولئك الذين يتحدون شرعية إسرائيل أو سياسات إسرائيل أو أفعالها تجاه الفلسطينيين على مدار الصراع العربي الإسرائيلي والإسرائيلي الفلسطيني، أو يعارضون المطالبات الإقليمية الإسرائيلية في الضفة الغربية أو القدس أو يعارضون حق إسرائيل في الوجود. بدأت المقاطعة العربية للمؤسسات الصهيونية والشركات اليهودية قبل تأسيس إسرائيل كدولة. تبنت جامعة الدول العربية مقاطعة رسمية فورًا تقريبًا بعد تشكيل دولة إسرائيل في عام 1948، لكنها لم تنفذ بالكامل من الناحية العملية.
تم اقتراح مقاطعة مماثلة خارج العالم العربي والعالم الإسلامي. وتشتمل هذه المقاطعة على تدابير اقتصادية مثل سحب الاستثمارات؛ مقاطعة المستهلك للمنتجات أو الشركات الإسرائيلية التي تعمل في إسرائيل؛ المقاطعة الأكاديمية المقترحة للجامعات والعلماء الإسرائيليين؛ ومقاطعة مقترحة للمؤسسات الثقافية الإسرائيلية أو الملاعب الرياضية الإسرائيلية. يستخدم العديد من دعاة حملة المقاطعة وسحب الاستثمارات والعقوبات، بما في ذلك رئيس الأساقفة ديزموند توتو، حركة الثمانينات ضد نظام الفصل العنصري في جنوب إفريقيا كنموذج.
إن عدم الاستثمار من إسرائيل هو حملة تقوم بها كيانات دينية وسياسية تهدف إلى استخدام عدم الاستثمار للضغط على حكومة إسرائيل من أجل «إنهاء الاحتلال الإسرائيلي للأراضي الفلسطينية التي تم الاستيلاء عليها خلال الحملة العسكرية عام 1967». ترتبط حملة إلغاء الاستثمار بالمقاطعات الاقتصادية والسياسية الأخرى لإسرائيل. بدأت حملة بارزة في عام 2002 وأيدها الأسقف الجنوب أفريقي ديزموند توتو. قال توتو إن الحملة ضد احتلال إسرائيل للأراضي الفلسطينية وتوسعها الاستيطاني المستمر يجب أن تصاغ على غرار حملة استثمارية ناجحة، لكن مثيرة للجدل، سبق فرضها ضد نظام الفصل العنصري في جنوب إفريقيا.